# Taça Guanabara de 1987
A Taça Guanabara de 1987 foi a 23ª edição da Taça e o primeiro turno do Campeonato Carioca de Futebol de 1987. O vencedor foi o Vasco da Gama.

## Fórmula de disputa
Os 14 participantes jogaram contra os demais participantes apenas em jogos de ida no sistema de pontos corridos. O clube com mais pontos tornou-se o campeão.

## Grupo único
A classificação em 20 de abril de 1987:
| 1  | Vasco da Gama | 20 | 13 | 8 | 4 | 1 | 24 | 6  | +18 |
| 2  | Fluminense    | 19 | 13 | 7 | 5 | 1 | 15 | 5  | +10 |
| 3  | Botafogo      | 17 | 13 | 6 | 5 | 2 | 11 | 7  | +4  |
| 4  | Goytacaz      | 17 | 13 | 7 | 3 | 3 | 16 | 13 | +3  |
| 5  | Flamengo      | 16 | 13 | 5 | 6 | 2 | 15 | 5  | +10 |
| 6  | Bangu         | 15 | 13 | 5 | 5 | 3 | 17 | 12 | +5  |
| 7  | Americano     | 15 | 13 | 4 | 7 | 2 | 12 | 8  | +4  |
| 8  | Campo Grande  | 13 | 13 | 4 | 5 | 4 | 13 | 19 | -6  |
| 9  | America       | 10 | 13 | 2 | 6 | 5 | 6  | 11 | -5  |
| 10 | Olaria        | 9  | 13 | 2 | 5 | 6 | 7  | 12 | -5  |
| 11 | Itaperuna     | 9  | 13 | 3 | 3 | 7 | 8  | 17 | -9  |
| 12 | Mesquita      | 8  | 13 | 0 | 8 | 5 | 6  | 13 | -7  |
| 13 | Cabofriense   | 8  | 13 | 2 | 4 | 7 | 10 | 19 | -9  |
| 14 | Portuguesa-RJ | 6  | 13 | 0 | 6 | 7 | 5  | 18 | -13 |

## Premiação
| Taça Guanabara de 1987              |
| Rio de Janeiro                      |
| ----------------------------------- |
| VASCO DA GAMA Bicampeão (5º título) |